# Festuca orthophylla
Festuca orthophylla är en gräsart som beskrevs av Pilg.. Festuca orthophylla ingår i släktet svinglar, och familjen gräs. Inga underarter finns listade i Catalogue of Life.